# Oetoelik (rivier)
De Oetoelik (Russisch: Утулик; van het Boerjatische хутэл; choetel; "laaggelegen pas") is een rivier in de Russische oblast Irkoetsk en de autonome republiek Boerjatië. De rivier ontstaat in het bergmassief Chamar-Daban en stroomt uit in het Baikalmeer. De rivier heeft een lengte van ongeveer 90 kilometer.
De rivier wordt gevoed door sneeuw en regen. Het debiet in de zomer bedraagt 29,8 m/sec. met 46,5 in juli en 40,7 in augustus. In de zomer wordt driekwart van het water aangevoerd door neerslag en een kwart door grondwaterafvoer. Het gemiddelde verhang bedraagt 7,7 meter per kilometer.
De rivier is populair in het watertoerisme, met name met behulp van rafts, catamarans en andere drijvende objecten. De moeilijkheidsschaal varieert van 3 tot op stukken 5 en 6 en de Oetoelik bevat meer dan 100 obstakels. De rivier is bevaarbaar vanaf de instroom van de Spoeskovaja (aan linkerzijde), ongeveer 50 kilometer van de monding.
Andere zijrivieren zijn de Bystry Kljoetsj, Zolotoj Kljoetsj, Bolsjoj Solbach, Kornilova, Golaja, pad Plisjatkina, Mjasnikova, Berjozovy, Ovrazjny en Sosnovka aan linkerzijde en de Prjamoj, Soeboety, Sjiboetoej, pad Gloechaja, Rassocha, Severny en Aleksejevski aan rechterzijde.